# Jours de 36
Pour plus de détails, voir Fiche technique et Distribution.
Jours de 36 (Μέρες του ’36, Méres tou 36) est un film grec réalisé par Theo Angelopoulos, sorti en 1972.
Le titre est un hommage à Constantin Cavafy.
Tourné en pleine dictature des colonels, le film ose faire un parallèle entre cette dictature et celle de Métaxas, mais de façon implicite afin d'échapper à la censure. Angelopoulos parle d'« esthétique du non-dit ». Il précise que le plus important se passe toujours hors champ, derrière des portes fermées ou au téléphone. Lorsqu'une chose est dite, elle n'est que chuchotée.

## Synopsis
En mai 1936, dans une Grèce secouée par de nombreux attentats politiques, un dirigeant syndicaliste est assassiné. Sofianos, un petit délinquant et contrebandier, informateur de la police et agent provocateur dans les manifestations de gauche est accusé du meurtre. Installé dans une chambre à part des autres détenus, il est maintenu au secret. Les seules personnes lui rendant visite sont un député du parti conservateur et son chauffeur, qui est aussi le frère de Sofianos. Un jour, celui-ci prend en otage le député, à l'intérieur de sa cellule, afin d'obtenir sa libération avant minuit, sans qu'on sache comment il s'est procuré le revolver dont il se sert ; à l'extérieur, les gardiens sont impuissants, tandis que le directeur de la prison subit de la part de son ministre de tutelle et des partis politiques, des pressions, parfois opposées, pour trouver rapidement une solution.
L'avocat de Sofianos essaye de le ramener à la raison, expliquant à son client que l'arme en sa possession est un piège qui lui a été tendu, et qu'en prenant le député en otage, il fait le jeu de ceux qui l'accusent. L'avocat mène une enquête pour disculper Sofianos mais finit par être roué de coups dans une rue déserte.
En parallèle, une tentative d'évasion a lieu dans la prison, mais trois évadés sont rattrapés dans la campagne.
Les autorités politiques et carcérales tentent par divers moyens, y compris par l'empoisonnement du prisonnier, de mettre fin à la prise d'otage, sous la pression d'un groupe politico-économique anglo-saxon. Finalement, à la nuit tombée, un tireur d'élite abat Sofianos dans sa cellule.
Le lendemain matin, les trois évadés sont fusillés et le corps de Sofianos est ajouté dans le tombereau funéraire.

## Fiche technique
- Titre : Jours de 36
- Titre original : Μέρες του ’36 (Méres tou 36)
- Réalisation : Theo Angelopoulos
- Scénario : Theo Angelopoulos, Petros Markaris, Stratis Karras et Thanásis Valtinós
- Photographie : Yórgos Arvanítis
- Décors : Mikes Karapiperis
- Costumes : Mikes Karapiperis
- Musique : Giorgos Papastephanou
- Montage : Vassilis Syropoulos
- Directeur de production : Giorgos Samiotis
- Pays d'origine : Grèce
- Format : Couleurs - Mono - 35 mm
- Genre : Drame social
- Durée : 120 minutes
- Date de sortie : novembre 1972 en Grèce

## Distribution
- Kostas Pavlou : Sofianos
- Thanos Grammenos : frère de Sofianos, chauffeur de Kriezis
- Giorgos Kyritsis : Kontaxis
- Petros Zarkadis : complice de Sofianos
- Christoforos Nezer (en) : directeur de la prison
- Toula Stathopoulou (el) : la prostituée
- Christos Kalavrouzos : deuxième syndicaliste
- Vasilis Tsaglos : gardien de prison
- Giannis Kandilas : député Kriezis, otage
- Petros Hoïdas : procureur
- Petros Markaris : syndicaliste assassiné
- Kostas Sfikas : assistant du procureur
- Vangelis Kazan (en)

## Récompenses
Il reçoit les prix de meilleur réalisateur et meilleure image au Festival du cinéma grec de Thessalonique en 1972. À la Berlinale de 1972, il remporte le prix FIPRESCI.